# ジェームス・ターコウスキー
ジェームス・ターコウスキー（James Tarkowski、1992年11月19日 - ）はイングランドのサッカー選手。エヴァートンFC所属。イングランド代表。DF(CB)。

## 経歴
マンチェスターに生まれ、ニュー・モストンにて育った。
祖父はポーランド出身 。

### クラブ
オールダムの下部組織出身で、トップチーム入りを果たす。初出場は2011-12シーズンの12月10日のシェフィールド・ウェンズデイFC戦。2012-13シーズンはジャン・イフス・エムヴォとセンターバックのコンビを組む。翌シーズンはジョナサン・グラウンズとのコンビで出場し、2014年1月22日には2年契約を延長した。
2014年1月31日、オールダムとの契約を延長した直後にブレントフォードに移籍した。途中加入ながら13試合に出場し2ゴールを挙げ、ブレントフォードの2部昇格に貢献した。
2016年2月1日にバーンリーFCに完全移籍した。
2022年7月2日、エヴァートンFCにフリー移籍し、4年契約を結んだ。安定したプレーで早くもレギュラーを掴み、元リヴァプールFCのダニー・マーフィーから「ターコウスキーは今レギュラーとしてプレイしているイングランド人センターバックの中で最高の選手だ」と絶賛された。

### 代表
2018年3月15日、国際親善試合に挑むイングランド代表に初選出された。同月27日のイタリア代表戦でイングランド代表デビューを果たした。
2018年5月、2018 FIFAワールドカップの予備登録メンバーに選出されたが、ヘルニア手術のために離脱した。

## 個人成績
| クラブ                     | シーズン | リーグ             | リーグ | リーグ | FAカップ | FAカップ | リーグカップ | リーグカップ | その他 | その他 | 合計 | 合計 |
| クラブ                     | シーズン | リーグ             | 出場   | 得点   | 出場     | 得点     | 出場         | 得点         | 出場   | 得点   | 出場 | 得点 |
| -------------------------- | -------- | ------------------ | ------ | ------ | -------- | -------- | ------------ | ------------ | ------ | ------ | ---- | ---- |
| オールダム・アスレティック | 2010-11  | リーグ1            | 9      | 0      | 0        | 0        | 0            | 0            | 0      | 0      | 9    | 0    |
| オールダム・アスレティック | 2011-12  | リーグ1            | 16     | 1      | 0        | 0        | 0            | 0            | 2      | 0      | 18   | 1    |
| オールダム・アスレティック | 2012-13  | リーグ1            | 21     | 2      | 3        | 0        | 1            | 0            | 1      | 0      | 26   | 2    |
| オールダム・アスレティック | 2013-14  | リーグ1            | 26     | 2      | 5        | 0        | 1            | 0            | 4      | 1      | 36   | 3    |
| オールダム・アスレティック | 合計     | 合計               | 72     | 5      | 8        | 0        | 2            | 0            | 7      | 1      | 89   | 6    |
| ブレントフォード           | 2013-14  | リーグ1            | 13     | 2      | -        | -        | -            | -            | -      | -      | 13   | 2    |
| ブレントフォード           | 2014-15  | チャンピオンシップ | 34     | 1      | 1        | 0        | 1            | 0            | 2      | 0      | 38   | 1    |
| ブレントフォード           | 2015-16  | チャンピオンシップ | 23     | 1      | 0        | 0        | 0            | 0            | -      | -      | 23   | 1    |
| ブレントフォード           | 合計     | 合計               | 70     | 4      | 1        | 0        | 1            | 0            | 2      | 0      | 74   | 4    |
| バーンリー                 | 2015-16  | チャンピオンシップ | 4      | 0      | -        | -        | -            | -            | -      | -      | 4    | 0    |
| バーンリー                 | 合計     | 合計               | 4      | 0      | 0        | 0        | 0            | 0            | -      | -      | 4    | 0    |
| 通算                       | 通算     | 通算               | 146    | 9      | 9        | 0        | 3            | 0            | 9      | 1      | 167  | 10   |